# Метомпкін (Вірджинія)
Метомпкін (англ. Metompkin) — переписна місцевість (CDP) в США, в окрузі Аккомак штату Вірджинія. Населення — 490 осіб (2020).

## Географія
Метомпкін розташований за координатами 37°46′2″ пн. ш. 75°36′20″ зх. д. / 37.76722° пн. ш. 75.60556° зх. д. (37.767122, -75.605423).  За даними Бюро перепису населення США в 2010 році переписна місцевість мала площу 3,00 км², уся площа — суходіл.

## Демографія
Згідно з переписом 2010 року, у переписній місцевості мешкала 551 особа в 251 домогосподарстві у складі 117 родин. Густота населення становила 184 особи/км².  Було 291 помешкання (97/км²).
Расовий склад населення:
| - 71,3 % — чорних або афроамериканців - 15,8 % — білих - 0,2 % — азіатів - 11,8 % — осіб інших рас |

До двох чи більше рас належало 0,9 %. Частка іспаномовних становила 20,5 % від усіх жителів.
За віковим діапазоном населення розподілялося таким чином: 23,6 % — особи молодші 18 років, 61,7 % — особи у віці 18—64 років, 14,7 % — особи у віці 65 років та старші. Медіана віку мешканця становила 37,3 року. На 100 осіб жіночої статі у переписній місцевості припадало 79,5 чоловіків;  на 100 жінок у віці від 18 років та старших — 74,7 чоловіків також старших 18 років.
За межею бідності перебувало 19,1 % осіб, у тому числі 0,0 % дітей у віці до 18 років та 56,1 % осіб у віці 65 років та старших.
Цивільне працевлаштоване населення становило 196 осіб. Основні галузі зайнятості: виробництво — 55,1 %, мистецтво, розваги та відпочинок — 15,8 %, публічна адміністрація — 11,7 %, транспорт — 10,7 %.